# 八尾市ヤミ金心中事件
八尾市ヤミ金心中事件（やおしやみきんしんじゅうじけん）とは2003年（平成15年）に発生した事件。親族3名が電車へ投身自殺（心中）した事件で、闇金融による法外な利子と執拗な取り立てが原因であった。

## 概要
2003年（平成15年）6月14日未明、大阪府八尾市の主婦（当時69歳）と夫の清掃作業員（当時61歳）と主婦の長兄（当時81歳）の3人が、西日本旅客鉄道（JR西日本）大和路線（関西本線）の踏切で線路に座り込み、電車にはねられて自殺する心中事件が発生した。主婦は自殺する直前に、闇金融による法外な利子と執拗な取り立てを苦にしていたことを書いた遺書を残していた。主婦の兄は手足に障害があり働けず、その世話をするために主婦もフルタイムで働けずパートで生計を立てていた状態であった。主婦は晩年に至って結婚したものの、その夫も交通事故により足に障害を負うことになった。
親族の入院費などがかさんで、自己破産した主婦は同年4月8日に090金融をしていたヤミ金融業者から1万5000円を借りた。しかし、その直後からヤミ金融業者は主婦宅だけでなく主婦のアルバイト先や友人宅や無関係の周辺住民の家にも連日電話をかけ続けるなどの脅迫的な取り立てを行った。法外な利子で借金が膨らみ、現金15万3000円を指定する金融口座に振り込んでも、利子だけで毎週1万5000円を支払う状態に主婦は追い込まれていた。業者は総額30万円を受け取りながら手数料・迷惑料等と称して元金は減っていないと主張する有様であった。
すでに制限利息を超える支払いは元金に充当され返済義務はない判例が確立していたが、この当時、摘発を避けるため闇金業者自身は事務所等の所在地を明らかにしない一方、貸付時に得た借主から本人・親族の住所・氏名・勤務先などの個人情報を得て、それをもとに、判例を無視し、なおも借金があるとして一方的に支払催促の電話を隣人宅や職場に脅迫的にかけ続けることが典型的手口であった。この時期、不況もあって、各地でこのような取立を苦にしての債務者の自殺も相次いでいた。
6月11日、主婦は警察に相談、その時点では業者情報が連絡先の電話番号しかなく、警察官が業者に電話で注意するにとどまった。ところが、業者はその注意をなおも無視、嫌がらせのために主婦の住む団地住民らに電話を入れ、主婦は住民らに謝罪してまわるはめに陥った。このため、その日の夜に主婦は夫・兄と相談し合い死ぬことを決めたことが遺書の一つに記されていた。
事件発生後に捜査機関が捜査を行い、ヤミ金業者の関係者（8人）が主婦に対して恐喝を行っていたことを特定。捜査によって、実行犯であるヤミ金業者従業員6人が沖縄のアジトで逮捕された。時効2か月前のことであった。また、ヤミ金業者統括役も、妻の母国であるルーマニアに逃亡していたが、2006年にルーマニアの警察に逮捕され、2007年に強制送還され、3月16日、合同捜査本部に逮捕された。しかし、ヤミ金業者店長のみは逃亡し続け、「東京都内に潜伏している」等の断片情報はあったものの消息はつかめず、共犯者の公判中の公訴時効停止を経て、2011年（平成23年）6月22日に公訴時効が成立した。この間、2006年の法改正により、ようやく判例に合わせた利息制限法の条文改正や貸金業法違反の厳罰化が行われ、さらに2008年には利率制限を超える契約自体がそもそも無効として元金部分も含め全額を返還せねばならないとする最高裁判決が出るに至り、これは闇金の息の根を止めるものと評された。
恐喝事件に直接関与したヤミ金融業者に在籍していた関係者に対する恐喝罪及び出資法違反（高金利）の刑事裁判の結果は以下の通り（大阪地方裁判所）。
- ヤミ金業者統括役　懲役1年10月罰金250万円（求刑:懲役3年罰金300万円）[注 1][11]。
- ヤミ金業者店長 - 公訴時効成立[7]
- ヤミ金業者顧客情報担当従業員 - 懲役4年罰金100万円（求刑:懲役6年罰金100万円）[12]
- ヤミ金業者口座管理担当従業員 - 懲役4年罰金100万円（求刑:懲役6年罰金100万円）[13]
- ヤミ金業者回収担当従業員 - 懲役4年罰金50万円（求刑:懲役5年罰金50万円）[14]
- ヤミ金業者回収担当従業員 - 懲役4年罰金50万円（求刑:懲役5年罰金50万円）[14]
- ヤミ金業者回収担当従業員 - 懲役4年罰金50万円（求刑:懲役5年罰金50万円）[14]
- ヤミ金業者回収担当従業員[注 2] - 懲役3年罰金30万円（求刑・懲役4年罰金30万円）[14]

また、遺族が上述の8人のヤミ金関係者に対して損害賠償を求めた民事訴訟で、2009年に大阪地裁は恐喝行為と夫婦の死亡の因果関係を認定し、実行犯6人だけでなく、恐喝罪で不起訴になったヤミ金業者統括役や逃亡しているヤミ金業者店長にも使用者責任を認め、計8人のヤミ金関係者に約4800万円の支払いを命じる判決を言い渡した。
また、八尾市事件の捜査の過程で、恐喝事件のヤミ金業者を含め7つのヤミ金業者を傘下に収める大がかりなヤミ金グループの存在が浮上。このヤミ金グループはのべ5万8千人に現金を貸し付け、約50億円もの収益を上げていたとされている。このヤミ金グループについては、前述の恐喝事件の関係者7人を含め関係者59人が出資法違反等で逮捕された。ヤミ金グループ最高幹部に対しては貸金業法違反（無登録営業）や出資法違反（高金利）等の罪で起訴され、懲役5年6月、罰金1000万円（求刑:懲役7年、罰金1000万円）の有罪判決が下された。
この事件はヤミ金犯罪史上最悪のケーススタディの1つに数えられている。この事件を契機に、無登録や違法金利のヤミ金融に関与した者への刑事罰を懲役5年以下から懲役10年以下に引き上げるヤミ金融対策法（出資法、貸金業規制法改正）が制定され、2004年1月に施行された。

## 事件を題材にした番組
NHK 新プロジェクトX ヤミ金融を撲滅せよ 大阪・雑草弁護士たちの戦い （初回放送日：2025年5月24日）